# Episodi di Hunters (prima stagione)
La prima stagione della serie televisiva Hunters, composta da 10 episodi, è stata interamente pubblicata dal servizio on demand Prime Video il 21 febbraio 2020, nei paesi in cui il servizio è disponibile.
| nº | Titolo originale                          | Titolo italiano                                          | Pubblicazione    |
| -- | ----------------------------------------- | -------------------------------------------------------- | ---------------- |
| 1  | In the Belly of the Whale                 | Nel ventre della balena                                  | 21 febbraio 2020 |
| 2  | The Mourner's Kaddish                     | Il Kaddish del lutto                                     | 21 febbraio 2020 |
| 3  | While Visions of Safta Danced in His Head | Mentre visioni della sua Safta gli danzavano nella mente | 21 febbraio 2020 |
| 4  | The Pious Thieves                         | I ladri pietosi                                          | 21 febbraio 2020 |
| 5  | At Night, All Birds are Black             | Di notte, tutti gli uccelli sono neri                    | 21 febbraio 2020 |
| 6  | (Ruth 1:16)                               | Ruth 1:16                                                | 21 febbraio 2020 |
| 7  | Shalom Motherfucker                       | Shalom, figlia di p****na                                | 21 febbraio 2020 |
| 8  | The Jewish Question                       | La questione ebraica                                     | 21 febbraio 2020 |
| 9  | The Great Ole Nazi Cookout of '77         | La vecchia grande grigliata nazista del '77              | 21 febbraio 2020 |
| 10 | Eilu v'Eilu                               | Eilu v’Eilu                                              | 21 febbraio 2020 |

## Nel ventre della balena
- Titolo originale: In the Belly of the Whale
- Diretto da: Alfonso Gomez-Rejon
- Scritto da: David Weil

### Trama
Maryland, giugno 1977.
Nel giardino della sua villa Biff Simpson, un vecchio nazista tedesco che da 30 anni vive sotto copertura, viene riconosciuto da una ragazza ebrea durante un barbecue e per non rischiare di essere scoperto è costretto ad uccidere lei e tutti i presenti compresi i famigliari inscenando una rapina finita male. Per lui Travis Leich si occupa di “convincere” un membro del congresso a far bloccare una determinata legge. Il ragazzo come premio ha così l'occasione di conoscere il Colonnello, una misteriosa donna che insieme ad altri nazisti sta cospirando per creare il Quarto Reich.
New York. Lo studente ebreo Jonah Heidelbaum, dopo aver perso sua nonna Ruth, un'ebrea sopravvissuta all'Olocausto e uccisa in un'apparente rapina in casa, viene avvicinato da Meyer Offerman, un filantropo ebreo sopravvissuto anch’egli allo sterminio. In seguito quest'ultimo lo salverà dall'assassino della nonna, Heinz Richter, un vecchio nazista di cui seguivano le tracce e lo arruolerà tra i Cacciatori, il gruppo di cui aveva fatto parte anche sua nonna a sua insaputa, con l'obiettivo di eliminare i nazisti ancora negli USA sotto mentite spoglie.
Cape Canaveral (Florida). Una scienziata della NASA, Gretel Fischer, rimane intrappolata nella propria doccia e muore asfissiata. A indagare sul caso viene incaricata Millie Morris, agente di colore dell'FBI.

## Il Kaddish del lutto
- Titolo originale: The Mourner's Kaddish
- Diretto da: Wayne Yip
- Scritto da: David Weil

### Trama
I Cacciatori rintracciano Karl Holdstedder alias Erik Folsom, vecchio gerarca nazista responsabile di più di mille uccisioni nel campo di sterminio di Buchenwald secondo quanto testimoniato dai sopravvissuti. Dopo aver individuato la sua posizione ed averlo sequestrato nella sua villa, i Cacciatori cercano, con le maniere forti, di estorcergli delle informazioni. L'uomo, facendo leva sull'ingenuità di Jonah, riesce a liberarsi e, tenendo in ostaggio il ragazzo, cerca di negoziare il suo rilascio, ma viene ucciso prontamente da Joe.
L'agente Morris trova in casa dell'anziana una foto della Fischer con Hitler e capisce che la sua uccisione altro non è che una ritorsione per via del suo passato. Viene inoltre a sapere che anche suo fratello è morto in circostanze mai chiarite.

## Mentre visioni della sua Safta gli danzavano nella mente
- Titolo originale: While Visions of Safta Danced in His Head
- Diretto da: Wayne Yip
- Scritto da: Nikki Toscano

### Trama
L'FBI trova il cadavere di Richter nel retrobottega della sua attività e vista la discordanza delle ferite riportate ipotizza che i colpevoli dell'omicidio possano essere due. Tra gli scaffali viene rinvenuta la giacca di un ragazzo (appartenente a Jonah e da lui dimenticata nella colluttazione), a cui Leich, che nel frattempo si è infiltrato tra gli agenti ed è alla ricerca dei colpevoli, aveva opportunamente staccato l'etichetta con su scritto il nome del proprietario. Poco dopo lo stesso Leich mette al corrente il Colonnello della situazione. Nella cassaforte del negozio vengono inoltre trovate alcune foto di Ruth, diversi documenti e una medaglia nazista; la Morris inizia così a indagare anche sulla morte della stessa Ruth.
Il Colonnello piomba nella stanza d'albergo del senatore O’Heir e lo ricatta con delle foto hard in cui ha un rapporto sessuale con un uomo: egli dovrà spendersi per l'abolizione delle sanzioni sulle merci provenienti dal Sud America se non vuole che siano rese pubbliche. Nel frattempo, Leich sequestra un collega della Morris assieme alla sua famiglia per sapere il motivo per cui sta indagando su Gretel Fischer.
Leich si mette sulle tracce del ragazzo a partire dalla fumetteria in cui lavora ma, avendo chiesto informazioni senza successo sul conto di Jonah, uccide a bruciapelo Arthur Booty, il suo migliore amico, che tentava di proteggerlo.

## I ladri pietosi
- Titolo originale: The Pious Thieves
- Diretto da: Nelson McCormick
- Scritto da: Mark Bianculli

### Trama
Jonah viene interrogato dall'FBI ma, nonostante venga invitato a collaborare per trovare il colpevole dell'assassinio dell'amico, il ragazzo decide di non rivelare nessuna informazione. L'agente Morris, seguendo gli indizi, collega il ragazzo alle morti della nonna Ruth, Richter e Arthur e, una volta a casa di Offerman, cerca di dissuaderlo dal farsi giustizia da solo. Soltanto l'intervento del vecchio mette fine al confronto tra i due. L'agente inizia così a prendere informazioni anche sul vecchio filantropo.
Dopo una brillante operazione che li vede introdursi all'interno di un caveau nascosto sotto la Banca Internazionale di Zurigo, i Cacciatori, trovano un'impressionante quantità di oggetti di valore tra cui quadri, anelli e collane che i nazisti avevano sottratto agli ebrei durante la guerra. Offerman, messo al corrente della cosa, affronta così il direttore della banca Frederic Hauser mostrandogli le foto delle ricchezze custodite e obbligandolo con la forza a rivelargli l'identità del proprietario della cassetta di sicurezza 630 trovata vuota. Questa è di Oskar Hauptman, un medico tedesco sopravvissuto nonostante Offerman lo ritenesse morto da ormai trent'anni; Hauser dopo aver salutato la moglie al telefono, si suicida con un colpo di pistola alla testa nel suo ufficio.

## Di notte, tutti gli uccelli sono neri
- Titolo originale: At Night, All Birds are Black
- Diretto da: Dennie Gordon
- Scritto da: David J. Rosen

### Trama
L'agente Morris incontra il giornalista Danny Mohr che in passato ha avuto modo di indagare su Offerman e che era entrato in possesso di una lista contenente migliaia di nazisti presenti negli USA. Quella sera stessa la donna, nel bagno di un pub, viene aggredita con calci e pugni da due sconosciuti che la invitano a non proseguire con le indagini.
Biff Simpson, dopo aver preso accordi con il Colonnello, cerca di convincere il Segretario di Stato Juanita Kreps a bloccare le sanzioni sulle merci provenienti dal Sud America.
Huntsville (Alabama). La squadra è sulle tracce di Dieter Zweigelt, un vecchio scienziato che ad Auschwitz conduceva atroci esperimenti sugli ebrei, i quali erano costretti a bere litri di acqua salata per testare la resistenza del corpo umano prima di collassare. Durante i festeggiamenti per il 4 luglio, i Cacciatori lo individuano e sequestrano. Poco prima di essere ucciso, il dottore rivela ad Harriet i nomi di altri colleghi tedeschi presenti alla festa e che Hauptman "il fantasma" è diventato il direttore di ingegneria medica nel laboratorio di Edgewood (Maryland). Afferma inoltre che molti nazisti per via delle loro conoscenze sono stati accolti dalla CIA negli USA subito dopo la guerra. Fuori dal capannone Harriet elimina un altro nazista ma decide di salvarne uno, Moritz, portandolo via con sé e abbandonando alla festa Jonah e Joe.
Contea di Westchester. Tilda Sauer alias Karen Ballinger, altra adepta nazista, viene torturata da Roxy, Lonny e Offerman nel tentativo di farle rivelare la sua vera identità. Nonostante venga costretta a mangiare escrementi, ella nega fermamente di essere colei che stanno cercando e anzi, cerca di seminare discordia nel team. Offerman, infastidito dalle provocazioni, finisce per ucciderla senza che abbia ancora confessato, con grande disappunto di Lonny e Roxy. Fuori dalla villa i tre sono preda di un'imboscata ad opera di Leich e dei figli del Colonnello che hanno posizionato una bomba all'interno della loro auto. L'attentato fallisce e Roxy resta ferita ma nel frattempo sopraggiunge la polizia e Leich e gli altri sono costretti a fuggire.

## Ruth 1:16
- Titolo originale: (Ruth 1:16)
- Diretto da: Millicent Shelton
- Scritto da: Zakiyyah Alexander

### Trama
Harriet in auto cerca di ottenere delle informazioni da Moritz: il vecchio nazista però è restio a fidarsi e, alla prima occasione, con una scusa, le tende un tranello chiedendole di un suo superiore di nome Ziegler (chiaramente inventato). Harriet cade nella trappola dicendo di conoscerlo. A quel punto Moritz, essendo certo della sua falsa identità, tenta di colpirla ma lei riesce a difendersi e lo consegna infine a Murray e Mindy. La coppia avrà così modo di vendicarsi dato che Moritz è lo stesso comandante che aveva ucciso il loro figlioletto Aaron durante la guerra.
Biff Simpson attacca il Segretario Kreps davanti al Presidente Jimmy Carter poiché non si è spesa per bloccare l'embargo al Sud America, mossa strategica per l'obiettivo in atto.
Il Colonnello, dopo il fallimento della precedente missione, affida a Travis Leich il compito di eliminare il vecchio Offerman.
L'agente dell'FBI Millie Morris ottiene la conferma che il governo americano nel dopo guerra aveva accolto numerosi nazisti di alto rango con la cosiddetta “Operazione Paperclip” per anticipare comunisti e sovietici ma il suo superiore la blocca subito per non rischiare ritorsioni.
Leich, non potendo eliminare il vecchio filantropo a causa di svariate guardie del corpo, decide di incendiare l'archivio segreto a casa di Offerman.

## Shalom, figlia di p****na
- Titolo originale: Shalom Motherf***er
- Diretto da: Nelson McCormick
- Scritto da: Eduardo Javier Canto e Ryan Maldonado

### Trama
Leich consegna in via anonima a Morris dei documenti segreti rubati dall'archivio di Offerman tra cui le foto del pedinamento a Richter.
Joe ha scoperto che “Il Fantasma” Hauptman aveva lavorato nell'esercito come Timothy Randall e insieme a Lonny partecipa a una riunione di veterani di guerra nel Maryland per trovare delle informazioni utili. Raggiunta quindi la casa dell'uomo, sì imbattono in un vecchio malato attaccato a un macchinario mentre Jonah non riesce a fermare la donna che lo stava accudendo.
Biff viene minacciato da una giornalista, Josie Parker, che ha indagato su di lui per conto della Kreps, accusandolo di trarre vantaggio dallo sblocco delle sanzioni che è appena riuscito a ottenere. Katarina Löw della Schidler Corp. viene informata dalla Parker e contatta subito i suoi amici nazisti per evitare di essere intralciata nei suoi affari messi a serio rischio da Biff. L'uomo, tornato a casa, trova sua suocera Dottie, morta sul pavimento con un colpo di pistola alla testa e riesce a salvarsi dall'assassino uccidendolo.
Murray e Mindy non riescono a decidersi a eliminare Moritz e lo tengono ancora nascosto nel loro seminterrato.
Jonah scopre che Offerman in realtà è suo nonno e che gli è stato tenuto nascosto per proteggerlo. Il ragazzo riesce a decifrare il codice segreto dei nazisti attraverso il suono di un carillon: stanno per sprigionare un'arma biologica dalla centrale elettrica di Buchanan (New York).
L'agente Morris, con il via libera ufficioso del suo superiore, ottiene un mandato di perquisizione per la casa di Offerman e lo arresta per l'omicidio di Richter. Nonostante le lamentele di Offerman sull'attentato in programma quella notte stessa, l'agente lo trattiene in centrale.
Joe incontra Roxy con la figlia e la avverte dell'esplosione, invitandola a scappare quanto prima. 
Nella metropolitana Jonah riconosce Travis Leich, l'assassino del suo amico Arthur, che lascia uno zaino bomba in un vagone della metro. Murray ordina al ragazzo di evacuare il vagone mentre lui bloccherà il timer della bomba prendendosi tutti i meriti. L'uomo però non riesce a disinnescare l'ordigno che esplode quando il mezzo si trova all'altezza della centrale elettrica uccidendolo mentre poco prima, in una visione, aveva rivisto il figlio Aaron morto prematuramente. All'uscita della metro, Leich si accorge di essere seguito da Lonny e lo pugnala allo stomaco.
A causa dell'esplosione tutta la città di New York rimane al buio.

## La questione ebraica
- Titolo originale: The Jewish Question
- Diretto da: Michael Uppendahl
- Scritto da: David Weil e Charley Casler

### Trama
Offerman dopo l'esplosione convince la Morris a rilasciarlo e i due iniziano a collaborare per sventare il piano nazista. I Cacciatori iniziano a riorganizzarsi dopo il funerale di Murray e indagano sulla Schidler Corp., conglomerata alimentare sospettata di essere filo nazista. 

La Morris mette al corrente i Cacciatori dell'articolo della Parker che collega la società a Biff Simpson, sottosegretario di Stato, e ricercato dalla polizia per l'omicidio della suocera e del suo aggressore.
Mindy ha una visione del paradiso in cui ritrova Murray ed il figlioletto Aaron che le promettono che saranno lì ad aspettarla ma che non è ancora arrivato il momento di ritrovarsi. Poco dopo decide di uccidere Moritz nel suo seminterrato con solo colpo di pistola, senza prolungare le sue sofferenze.
California. I Cacciatori rintracciano Werner von Braun detto “Rocket Man”. Inizialmente riluttante a collaborare, dopo le minacce di Jonah con dei cavi elettrici, l'uomo è costretto a rivelare il piano del Colonnello per realizzare il quarto Reich: consiste nel liberare un virus patogeno all'interno di prodotti alimentari tramite lo sciroppo di mais contenuto negli stessi alimenti. A seguito della rivelazione, Von Braun è colto da una risata isterica che fa perdere la testa a Jonah, sul punto di eliminarlo. Dopo aver fatto uscire il ragazzo, Joe pone fine alla vita di Von Braun, dopo il segnale di Meyer.
Leich in macchina in compagnia di Tobias viene schernito da quest'ultimo in quanto non è riuscito a portare a termine il compito a lui assegnato. Questi con un impeto di violenza lo uccide così come aveva fatto con i suoi fratelli.

## La vecchia grande grigliata nazista del '77
- Titolo originale: The Great Ole Nazi Cookout of '77
- Diretto da: Nelson McCormick
- Scritto da: Nikki Toscano

### Trama
Simpson in fuga, si è nascosto dal suo amico dell'FBI Harry Grimsby, ex agente dell'OSS che lo ha fatto arrivare negli USA dalla Germania durante l'Operazione Paperclip.
Mindy è ancora distrutta per la morte di Murray e mostra a Jonah e Offerman il cadavere di Moritz. Il vecchio le chiede di tornare nel team per fornire il suo supporto alla causa.
Travis Leich, come prova di sopravvivenza, ha ucciso tutti i ragazzi nazisti che il Colonnello aveva a disposizione perché ritenuti deboli; per la sua intraprendenza viene ricompensato dalla donna entrando a contatto con i "piani alti" nazisti.
Harriet e Lonny sequestrano Jason Schmidt, direttore dello stabilimento della Schidler Corp.: egli confessa che un patogeno mortale è stato iniettato nelle merci arrivate dal Sud America che verranno distribuite negli USA nelle ore successive. Il piano prevede che Lonny si introduca all'interno della Schidler Corp. e distrugga tutto.
La Morris collega Carmel Offie al suo capo Grimsby che non si presenta in ufficio da due giorni. Si reca così a casa di quest'ultimo e fa irruzione, intimandogli di ammanettarsi alle scale e arrestando Simpson, co-responsabile del piano nazista, dopo averlo ferito.
Lonny, dopo aver tagliato baffi e basette e indossato gli abiti del direttore, si spaccia per quest'ultimo infiltrandosi nello stabilimento della Schidler Corp.. Una volta nella stanza dei comandi, riceve le indicazioni da Mindy per fare saltare in aria tutto ma il segnale è disturbato e Lonny spinge dei bottoni a caso. Quando sta per andarsene viene fermato dal Colonnello che afferma di non ricordare il suo volto e poco dopo è smascherato da Leich. Dopo l'intervento di Joe, che neutralizza tutta la sicurezza, i chimici insieme alla Löw si rinchiudono in un bunker che finisce per esplodere dopo l'emissione di gas, bruciandoli vivi.
Fuori dallo stabilimento Harriet inizia a far esplodere i camion con un lancia razzi, mentre Leich si imbatte in Jonah che è sul punto di ucciderlo, ma viene arrestato all'arrivo dell'agente Morris (accorsa sul posto insieme a Simpson che, rimasto nella sua auto, riesce a liberarsi e si allontana). Il Colonnello fugge velocemente a bordo di un'auto, a sorpresa, guidata dallo stesso Offerman. I due hanno un breve scambio di battute prima di finire in acqua dopo che la donna ha estratto una pistola e fatto fuoco per ucciderlo dal sedile posteriore.

## Eilu v’Eilu
- Titolo originale: Eilu v' Eilu
- Diretto da: Michael Uppendahl
- Scritto da: David Weil

### Trama
Harriet, dopo l'incidente in auto con il Colonnello, salva dall'acqua Offerman in gravi condizioni. 

Millie Morris, nell'essere giudicata con scetticismo per il suo operato dai suoi superiori, viene informata che Grimsby si è congedato dal bureau facendo poi perdere le proprie tracce; Leich durante l'interrogatorio in cella non proferisce parola sul progetto del Quarto Reich e minaccia di morte lei e la sua compagna.
In seguito l'agente viene avvicinata da un membro del congresso, Elizabeth Handelman, una donna ebrea che mostra di essere al corrente dell'Operazione Paperclip, di Grimsby e della presenza di nazisti negli USA che avrebbe voluto consegnare alla giustizia: il deputato le propone così di creare una task force segreta, con la stessa Morris al comando, per individuare e processare i nazisti nascosti negli Stati Uniti e all'estero.
Biff Simpson, nel frattempo, è riuscito a raggiungere l'URSS con la nuova identità di Boris Frodski, nome rubato all'uomo che lo stava aiutando a cambiare identità e in seguito ucciso.
Travis Leich rifiuta di dichiararsi colpevole per infermità mentale per ottenere il trasferimento in una struttura psichiatrica e per avere uno sconto di pena. In galera uccide il suo avvocato, per giunta ebreo, come dimostrazione di forza e superiorità verso gli altri carcerati che vuole reclutare con l'obbiettivo di creare un esercito nazista in preparazione a una nuova guerra.
Jonah, tramite dei documenti presenti a casa della nonna, rintraccia e sequestra il chirurgo Wilhelm Zuchs detto “Il Lupo” alias Friedrich Mann per dimostrare il proprio valore al vecchio Offerman che riesce a vendicarsi dopo 30 anni. 
 Il vecchio prima di uccidere il dottore non recita la preghiera come invece aveva promesso a Ruth nella sua lettera. Questo fa insospettire il ragazzo che poco dopo capisce l'inganno smascherando Meyer che si rivela essere in realtà lo stesso Zuchs: dopo che le forze sovietiche avevano liberato il suo campo di concentramento, per poter sopravvivere e costruirsi una nuova vita aveva ucciso il vero Meyer Offerman seppellendone il corpo e rubandone l'identità, aveva scritto una finta lettera d’addio a Ruth e si era fatto operare da un chirurgo nazista; Vivendo anche lui per 30 anni sotto falsa identità negli USA si finse un ebreo sopravvissuto e imparò a vivere come tale; nel 1976 Ruth, pensando di avere davanti il vero Meyer, gli avrebbe poi proposto di intraprendere il progetto della Caccia e lui avrebbe accettato come una sorta di percorso di redenzione. Il vecchio ammette quindi tutto e Jonah, sentitosi tradito, dopo aver recitato la preghiera, gli spara.
Il gruppo dei Cacciatori è sconvolto dal racconto di Jonah. Harriet, in realtà Rebekah, al telefono parla con un suo misterioso superiore che le intima di convincere i suoi compagni a intraprendere un nuovo percorso. All'uscita del loro rifugio, Joe viene investito di proposito e sequestrato. Il ragazzo agli occhi dei compagni sembra solo essere scomparso mentre Mindy si è ritirata per stare più vicina alla famiglia dopo la morte di Murray. Harriet ne approfitta e convince Jonah, Lonny e Roxy a buttarsi a capofitto su un nuovo progetto: dovranno eliminare 8 massimi tenenti di Hitler che, dopo essersi salvati grazie all'Operazione Die Spinne, sono scomparsi in giro per l'Europa.
Joe è stato portato in una villa in Argentina per arruolarlo come nuova recluta: viene messo a tavola di fronte al Colonnello, che è miracolosamente sopravvissuta, con al suo fianco un anziano Adolf Hitler, anch’egli sopravvissuto e fuggito dalla Germania al termine della guerra, che esclama: “Sono affamato, Eva”.
Una nuova guerra sta quindi per cominciare.